# 佳水院駅
佳水院駅（カスウォンえき）は大韓民国大田広域市西区にある、韓国鉄道公社（KORAIL）湖南線の駅。
2011年8月1日をもって旅客取り扱いを中止、全ての旅客列車が通過しており、実質的には廃駅である。

## 駅構造
島式ホーム2面6線を有する地上駅。2面4線の外側に線路が2線ある。

## 歴史
- 1911年7月10日：営業開始[1]
- 1912年2月21日：貨物取扱停止
- 1930年2月26日：小荷物取り扱い開始[2]
- 1937年2月16日： 普通駅に昇格[3]
- 1976年9月20日：駅舎新築竣工
- 1977年5月16日：小荷物取り扱い停止[4]
- 1983年2月1日：旅客取り扱い停止[5]
- 2000年4月17日 ：旅客取り扱い再開[6]
- 2010年12月30日 : 貨物取り扱い停止。[7]
- 2011年8月1日 : 再び旅客取り扱い停止。同時に無配置簡易駅に格下げ。

## 停車列車
各駅停車相当のピドゥルギ号でも一部通過する列車があった数少ない駅だった。1983年、一旦旅客扱いが中止された。
2000年に再び再開されたが、ムグンファ号が上下1本ずつ停車するに過ぎず、さらに2010年頃からは朝6時台の光州駅方面行き1本が停車するだけになってしまった。
結局2011年8月1日に再び旅客取り扱いを停止、その後は駅の周りにフェンスを設置し、人が入れないようにしている。

## 隣の駅
韓国鉄道公社
湖南本線 (全列車通過)
西大田駅 - 佳水院駅 - (黒石里駅) - 鶏龍駅